# شهرستان ایزباسکن
ناحیهٔ ایزباسکن (به ازبکی:: Izboskan tumani، ایزباسکن تومنی)(روسی: Избасканский район) یک ناحیه در ازبکستان است که در ولایت اندیجان واقع شده‌است. این ناحیه ۲۸۰ کیلومتر مربع مساحت و ۲۵۵٬۳۰۰ نفر جمعیت دارد.